# Доповнення множин
Теоретико-множинні операції
{\displaystyle {\overline {A}}\;} доповнення

{\displaystyle A\cup B\;} об'єднання

{\displaystyle A\cap B\;} перетин

{\displaystyle A\setminus B\;} різниця

{\displaystyle A\triangle B\;} симетрична різниця

{\displaystyle A\times B\;} декартів добуток
В теорії множин та інших галузях математики, одна з основних операцій на множинах.
Розрізняють доповнення множин (абсолютне доповнення) та різницю множин (відносне доповнення).

## Різниця множин (відносне доповнення)
Якщо A та B - множини, то різницею між B та А (порядок множин важливий), або відносним доповненням A до B, є множина з елементів B, які не належать A. Різниця множин є бінарною операцією.

Відносне доповнення A до B:

Відносне доповнення A до B позначається як B − A (також B \ A).
Формально:
{\displaystyle B-A=\{x\,|\,x\in B\,\wedge \,x\not \in A\}}
Приклади:
- {1,2,3} − {2,3,4}   =   {1}
- {2,3,4} − {1,2,3}   =   {4}
- Якщо {\displaystyle \mathbb {R} } - множина дійсних чисел, і {\displaystyle \mathbb {Q} } - множина всіх раціональних чисел то {\displaystyle \mathbb {R} -\mathbb {Q} } є множиною ірраціональних чисел.

Наступне твердження містить основні властивості операції різниці множин та її співвідношення з операціями об'єднання та перетину множин
ТВЕРДЖЕННЯ 1: Якщо A, B, та C є множини, то справедливі такі співвідношення::
- C − (A ∩B)  =  (C − A) ∪(C − B)
- C − (A ∪B)  =  (C − A) ∩(C − B)
- C − (B − A)  =  (A ∩C) ∪(C − B)
- (B − A) ∩C  =  (B ∩C) − A  =  B ∩(C − A)
- (B − A) ∪C  =  (B ∪C) − (A − C)
- A − A  =  Ø
- Ø − A  =  Ø
- A − Ø  =  A

## Абсолютне доповнення

Доповнення A до U

Для універсальної множини U, відносне доповнення деякої множини A до U називається абсолютним доповненням (або просто доповненням) A, і позначається як AC або CA:
AC  =  U − A
Наступне твердження містить деякі основні властивості абсолютного доповнення та зв'язок цієї операції з операціями об'єднання та перетину множин 
ТВЕРДЖЕННЯ 2: Якщо A та B є підмножини U, то виконуються такі співвідношення:
правила де Моргана:
- (A ∪B)C  =  AC ∩BC
- (A ∩B)C  =  AC ∪BC

закони доповнення:
- A ∪AC   =  U
- A ∩AC  =  Ø
- ØC  =  U
- UC  =  Ø

закон подвійного доповнення (операція доповнення є інволюцією):
- ACC  =  A.

Попереднє співвідношення твердить, що якщо A є непорожня підмножина U, то {A, AC } є поділом U.